# РЖД-Арена
РЖД Арена — футбольний стадіон, розташований у районі «Преображенське» Східного адміністративного округу Москви, поруч зі станцією метро «Черкізовська». Заново побудований у 2002 році на місці старого стадіону «Локомотив» за проектом колективу архітекторів під керівництвом А. В. Бокова (архітектори Д. В. Буш, С. Н. Чуклов, І. С. Бабак, К. В. Ланіна, Н. Ю. Нікіфорова та інші). Призначений для проведення футбольних матчів (бігові доріжки відсутні).
Місткість стадіону становить 28 800 глядачів. За показником місткості поле входить у десятку найбільших стадіонів Росії.
На стадіоні грає свої домашні матчі команда «Локомотив» і збірна Росії. Крім того, у сезоні 2013–2014 проводив свої домашні зустрічі московський «Спартак».
Адреса: 107553, Москва, вул.Велика Черкізовська, 125.

## Опис

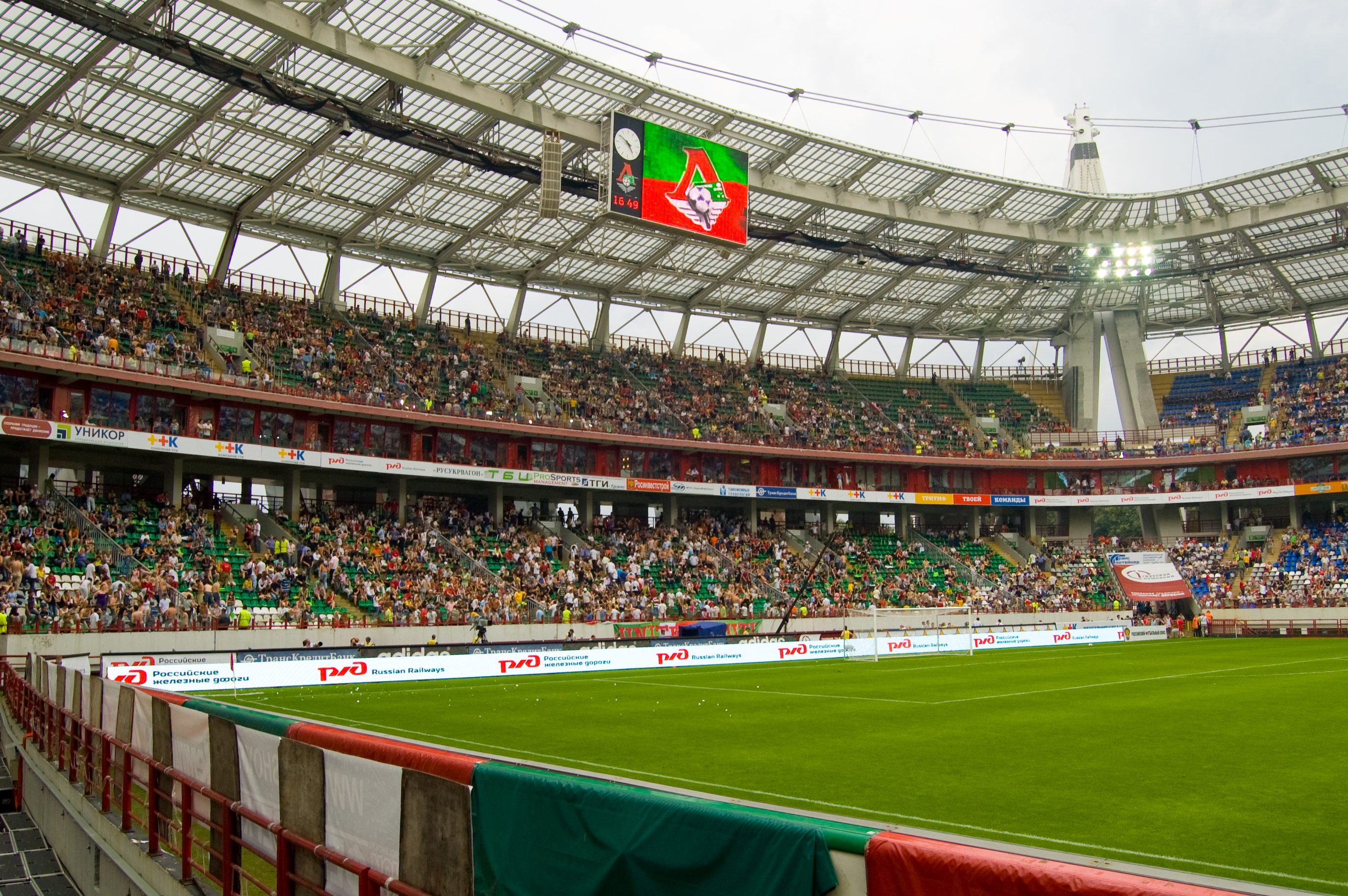
Перед матчем «Локомотив» — «Спартак» 19 липня 2008 року.

Стадіон повністю відповідає міжнародним стандартам і вважається одним із найкращих у Росії з технічної оснащеності й оригінальності конструкції. Має чотири трибуни, названі за сторонами світу, кожна складається з двох ярусів, а між ними розташовано кільце VIP-лож. Головна трибуна — Західна. Стадіон має дах над усіма глядацькими місцями, два відеотабло компанії Ната-Інфо, на північній і південній трибунах. Відеотабло виготовлені на smd-світлодіодах, мають розширення 576x320 пікселів з кроком 20 мм і площею зображення 73 м². Біля стадіону розташовуються каси, камера зберігання, два тренувальних поля, офіс клубу «Локомотив», VIP-стоянка. У підтрибунних приміщеннях є фітнес-клуб. VIP місця: два VIP-сектора, один червоний VIP-сектор (з м'якими сидіннями), VIP-ложі на трьох трибунах і VIP-ресторан на четвертій.
Домашній стадіон футбольного клубу «Локомотив». Крім того, багато домашніх матчів на стадіоні грає збірна Росії, а також більшість матчів в єврокубках проводив ПФК ЦСКА. У серпні 2007 і 2008 року на стадіоні проводилися матчі Кубка РЖД.
Біля стадіону встановлено справжній локомотив — паровоз Л-3516.
Диктором стадіону до літа 2012 був Степан Левін. Влітку 2012 року диктором стадіону «Локомотив» став Віктор Степанов.
Стадіон «Локомотив» у сезоні 2013—2014 віддавався в оренду команді «Спартак Москва».

## Історія

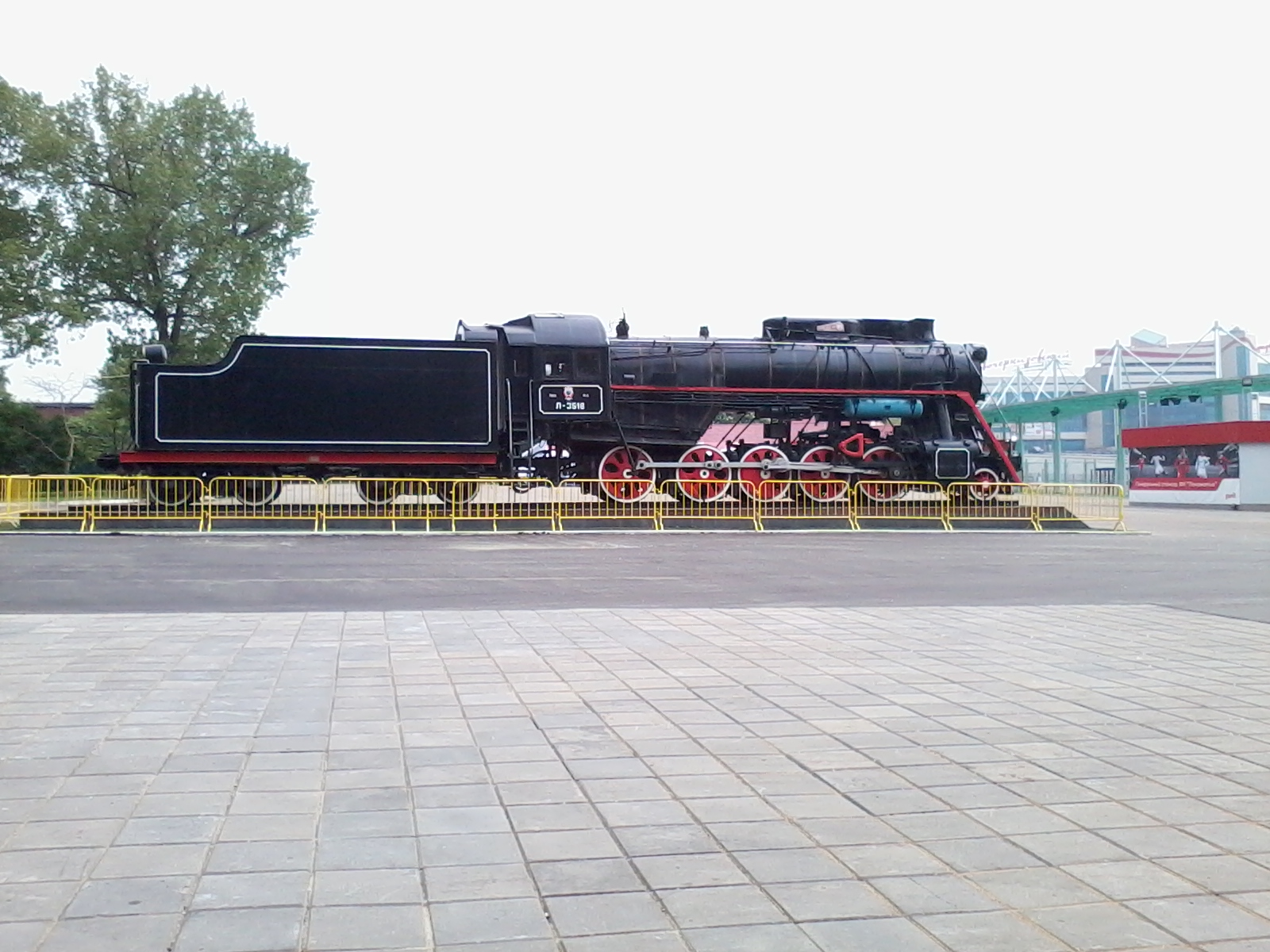
Паровоз Л-3516 біля входу на стадіон.

У 1935 році на місці нинішнього стадіону «Локомотив» був відкритий стадіон «Сталінець» профспілки робітників електропромисловості. Багато московських команди проводили на ньому свої домашні матчі. У хрущовські часи перейшов до «Локомотива».
Стадіон, з однойменною клубу назвою, відкрився на місці знесеного «Сталінця» з насипними трибунами і монументальними колонами 17 серпня 1966 року. Вміщає близько 30 тисяч глядачів (у середині 90-х років, коли лави були замінені індивідуальними пластиковими сидіннями, місткість скоротилася до 24 тисяч).
У 2000 році почалося будівництво нового стадіону. До 2002 року його вдалося завершити. Був побудований сучасний стадіон «Локомотив», який є одним з найкращих у країні. Перший матч на новому стадіоні команда-господарка стадіону провела 5 липня 2002 року проти команди «Уралан». Перший офіційний гол забив у тому матчі у свої ворота український захисник «Уралан» Дмитро Семочко.

### Алея Слави «Локомотива»

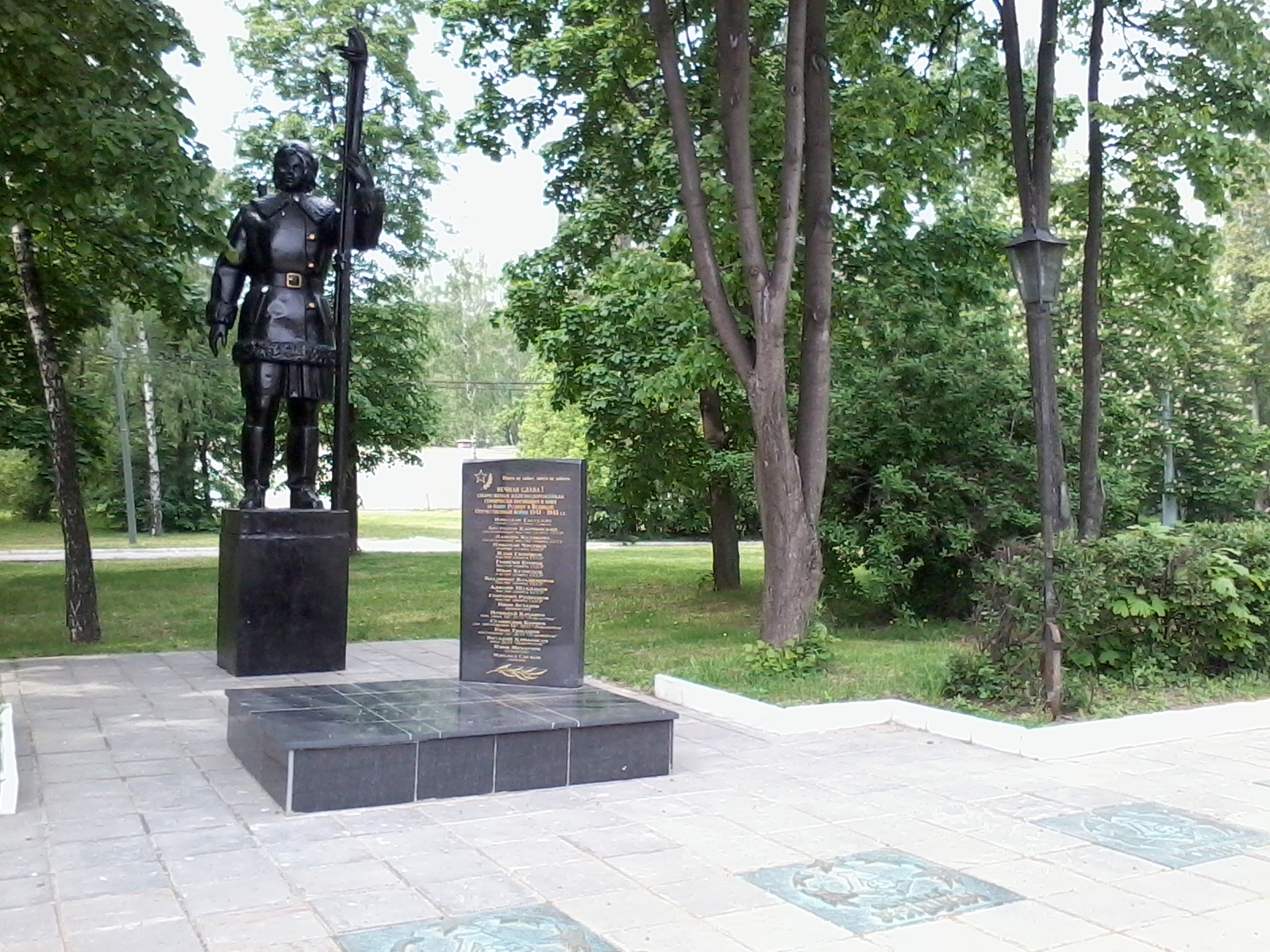
Алея Слави «Локомотива».

- Микола Конарєв — віце-президент Академії транспорту Російської Федерації.
- Іван Парістий — керівник Московської залізниці з 1978 по 1998 рік.
- Юрій Сьомін — радянський і російський футболіст та тренер. Заслужений тренер СРСР (1989).
- Віктор Соколов — радянський футболіст (захисник), хокеїст з м'ячем, тренер. Заслужений майстер спорту СРСР (1946).
- Валентин Бубукін — радянський футболіст (нападник), тренер. Заслужений майстер спорту СРСР (1960).
- Валентин Гранаткін — радянський футболіст (воротар), хокеїст з м'ячем, спортивний службовець. Заслужений майстер спорту СРСР (1943).
- Віталій Артем'єв — радянський футболіст (напівзахисник), хокеїст, тренер. Заслужений тренер СРСР (1989).
- Геннадій Забєлін — радянський футболіст (захисник), тренер. Заслужений тренер Росії та Заслужений майстер спорту СРСР.
- Віктор Ворошилов — радянський футболіст (нападник), тренер. Заслужений майстер спорту СРСР (1955).
- Борис Бещев — міністр шляхів сполучення СРСР.
- Євген Лядін — радянський футболіст (напівзахисник), тренер. Заслужений тренер СРСР (1964).

### Події у 2008 році
Згідно із засобами масової інформації, керівництво стадіону пішло назустріч уболівальникам «Локомотива» і постановило прибрати загороджувальні сітки перед південною трибуною (поставленої там раніше, щоб уникнути нещасних випадків — вболівальники команди кидали монети, запальнички, піротехніку («фаєри») та інші дрібні предмети).

### Мала спортивна арена «Локомотив»
Стадіон був введений в експлуатацію у квітні 2009 року. На момент відкриття його місткість складає 10 тисяч місць. Офіційне відкриття відбулося 12 червня 2010 року. На ньому проводять домашні матчі молодіжний склад «Локомотива» і команда «Локомотив-2», який виступає в першості Росії серед команд другого дивізіону. У загальному і цілому, стадіон дозволяє проводити матчі як на клубному рівні, так і на рівні збірних.

## Стадіон в мистецтві

### У кіно
- Зворотній відлік (2006)
- Гра (2008)
- Викрутаси (2011)

### Концерти
22 червня 2013 — Depeche Mode в рамках світового тура The Delta Machine Tour.